# الأمين العام لمنظمة الوحدة الإفريقية
هذه قائمة بأسماء الأشخاص الذين تقلدوا منصب الأمين العام لمنظمة الوحدة الأفريقية.
| # | صورة | الأمين              | بداية الفترة   | نهاية الفترة   | الدولة     | المنطقة        |
| - | ---- | ------------------- | -------------- | -------------- | ---------- | -------------- |
| – |      | كيفلي وداجو (مؤقتا) | 25 مايو 1963   | 21 يوليو 1964  | إثيوبيا    | شرق أفريقيا    |
| 1 |      | بوبكر جالو تيلي     | 21 يوليو 1964  | 15 يونيو 1972  | غينيا      | غرب أفريقيا    |
| 2 |      | انزو ايكانجاكي      | 15 يونيو 1972  | 16 يونيو 1974  | الكاميرون  | أفريقيا الوسطى |
| 3 |      | وليام إتيكي مبوموا  | 16 يونيو 1974  | 21 يوليو 1978  | الكاميرون  | أفريقيا الوسطى |
| 4 |      | إديم كوجو           | 21 يوليو 1978  | 12 يونيو 1983  | توغو       | غرب أفريقيا    |
| 5 |      | بيتر اونيو (مؤقتا)  | 12 يونيو 1983  | 20 يوليو 1985  | نيجيريا    | غرب أفريقيا    |
| 6 |      | ايد أومارو          | 20 يوليو 1985  | 19 سبتمبر 1989 | النيجر     | غرب أفريقيا    |
| 7 |      | سليم احمد سليم      | 19 سبتمبر 1989 | 17 سبتمبر 2001 | تنزانيا    | شرق أفريقيا    |
| 8 |      | أمارا إيسي          | 17 سبتمبر 2001 | 19 يوليو 2002  | ساحل العاج | غرب أفريقيا    |